# Beaujeu-Saint-Vallier-et-Pierrejux
Ancienne commune de la Haute-Saône, la commune de Beaujeu-Saint-Vallier-et-Pierrejux a existé de 1808 à 1972. Elle a été créée en 1808 par la fusion des communes de Beaujeu-et-Pierrejux et de Saint-Vallier. En 1972 elle a fusionné avec la commune de Quitteur pour former la nouvelle commune de Beaujeu-Saint-Vallier-Pierrejux-et-Quitteur.